# La Légende (album)
La Légende è una raccolta postuma della cantante italo-francese Dalida, pubblicata il 25 ottobre 1999 da Universal Music.
Si tratta di un long box contenente tre CD nel quale sono raccolti cinquantaquattro brani di Dalida.

## CD 1 -Mademoiselle Bambino
1. Madona
2. Bambino
3. Histoire d'un amour
4. Gondolier
5. Les gitans
6. Come prima (Tu me donnes)
7. Ciao ciao, bambina
8. Romantica
9. Les enfants du Pirée
10. Itsi bitsi petit bikini
11. Dans le bleu du ciel bleu
12. Garde-moi la dernière danse
13. Que sont devenues les fleurs
14. Chaque instant de chaque jour
15. La danse de Zorba
16. Le temps des fleurs
17. Le grilles de ma maison
18. Petit homme
19. Ciao amore, ciao
20. Le jour le plus long

## CD 2 -L'amour et moi
1. L'amour qui grandit
2. Il venait d'avoir 18 ans
3. Parle plus bas (Le Parrain)
4. Pour te dire je t'aime
5. Les hommes de ma vie
6. La Mamma
7. Il pleut sur Bruxelles
8. Avec le temps
9. Mourir sur scène
10. Fini, la comédie
11. L'amour et moi
12. Pour ne pas vivre seul
13. Quand on n'a que l'amour
14. Pour en arriver là
15. Lucas
16. À ma manière
17. Je suis malade
18. Voilà pourquoi je chante (versione 45 giri)

## CD 3 -Laissez-moi danser
1. Je suis toutes les femmes
2. Comme disait Mistinguett
3. J'attendrai
4. Paroles, paroles (in duo con Alain Delon)
5. Le Lambeth Walk
6. Laissez-moi danser
7. Salma ya salama
8. Rio do Brasil
9. Besame mucho
10. Kalimba de Luna
11. Génération 78 (medley)
12. Il faut danser reggae
13. Soleil
14. Darla dirladada
15. Gigi l'amoroso
16. Gigi in paradisco (versione ridotta)